# أوي يانسون
أوي يانسون (بالألمانية: Uwe Janson)‏ (و. 1959  م) هو منتج أفلام، ومخرج أفلام، وكاتب، وكاتب سيناريو ألماني، ولد في كونيغسفينتر.

## التعليم
تعلم في جامعة التلفاز والأفلام في ميونخ ‏، وتعلم في جامعة هايدلبرغ
.

## وصلات خارجية
- أوي جانسن على موقع IMDb (الإنجليزية)
- أوي جانسن على موقع مونزينجر (الألمانية)
- أوي جانسن على موقع ألو سيني (الفرنسية)
- أوي جانسن على موقع أول موفي (الإنجليزية)
- أوي جانسن على موقع قاعدة بيانات الأفلام السويدية (السويدية)
- أوي جانسن على موقع قاعدة بيانات الفيلم (الإنجليزية)
- أوي جانسن على موقع كينوبويسك (الروسية)